# 白井聡子
白井 聡子（しらい さとこ、1974年9月 - ）は、日本の言語学者。専門はフィールド言語学、チベット・ビルマ諸語、文法記述動詞句の構造。ダパ語を研究対象言語としている。

## 経歴
- 1997年 - 京都大学文学部文学科言語学専攻卒業
- 2003年 - 同大学院文学研究科行動文化学専攻言語学専修博士課程単位取得満期退学
  - 4月~9月 - 日本学術振興会特別研究員PD（東京大学大学院人文社会系研究科）
  - 10月~2008年1月 - 京都大学大学院文学研究科講師
- 2006年 -「ダパ語における視点表示システムの研究」で文学博士
- 2008年2月~2013年3月 - 名古屋工業大学大学院工学研究科（国際交流センター准教授）
- 2013年4月 - 麗澤大学言語研究センター客員研究員

## 論文
- 「ロシア所蔵チベット語袖珍本について(1)」『京都大学言語学研究』23号（2004年）pp.167-190
- 「ゲシツァ語における動詞の人称表示システムについて」『京都大学言語学研究』21号（2002年）
- 「現代チベット語の名詞修飾構造」『言語研究』116号（1999年）
- 「チベット語現代ラサ方言の2音節間に現れる -b- について」『言語学研究』17号（1999年）
- 「川西走廊諸語概観---記述の歴史と現在の姿」『中国研究論叢』2号（2002年）
- The two structures of the noun-modification in Modern Tibetan　The Proceedings of the 34th International Conference on Sino-Tibetan Languages and Linguistics
- 「ロシア所蔵チベット語訳陀羅尼経に見る言語特徴」白井聡子・庄垣内正弘（編）『中央アジア古文献の言語学的・文献学的研究』、京都大学 (2006年3月)
- 「中央アジア古文献の言語学的・文献学的研究 (Contribution to the Studies of Eurasian Languages Series 10)」白井聡子・庄垣内正弘（編）, 京都大学文学部言語学研究室 (2006年3月)
- 「Analysis of multiple existential sentences in nDrapa」『庄垣内正弘先生退任記念論集　ユーラシア諸言語の研究』(2006年4月)
- 「ダパ語メト方言」中山俊秀・江畑冬生（編）『文法を描く―フィールドワークに基づく諸言語の文法スケッチ―　1』東京外国語大学アジア・アフリカ言語文化研究所 (2006年9月)